# Liste der Biografien/Huj
Liste der Biografien |
Portal Biografien |
Personensuche
# |
A |
B |
C |
D |
E |
F |
G |
H |
I |
J |
K |
L |
M |
N |
O |
P |
Q |
R |
S |
T |
U |
V |
W |
X |
Y |
Z |
?
 
Ha |
Hd |
He |
Hi |
Hj |
Hk |
Hl |
Hm |
Hn |
Ho |
Hr |
Hs |
Ht |
Hu |
Hv |
Hw |
Hy
 
Hua |
Hub |
Huc |
Hud |
Hue |
Huf |
Hug |
Huh |
Hui |
Huj |
Huk |
Hul |
Hum |
Hun |
Huo |
Hup |
Huq |
Hur |
Hus |
Hut |
Huu |
Huv |
Huw |
Hux |
Huy |
Huz
Die Liste der Biografien führt alle Personen auf, die in der deutschsprachigen Wikipedia einen Artikel haben. Dieses ist eine Teilliste mit 11 Einträgen von Personen, deren Namen mit den Buchstaben „Huj“ beginnt.

## Huj

### Huja
- Hujahn, Gerd (* 1961), deutscher Politiker (SPD), MdL Niedersachsen
- Hujailan, Jamil bin Ibrahim al- (* 1929), saudi-arabischer Politiker und Diplomat
- Hujar, Peter (1934–1987), US-amerikanischer Fotograf
- Hujara, Günter (* 1952), deutscher Skisportfunktionär

### Hujd
- Hujdurović, Faruk (* 1970), bosnisch-herzegowinischer Fußballspieler und -trainer

### Huje
- Hujecek, Erwin (* 1959), österreichischer Sportmoderator und -kommentator
- Hujer, Brigitte (1942–1998), deutsche Filmeditorin

### Huji
- Hujic, Haris (* 1997), deutscher BasketballspielerHaris Hujic (* 1997)

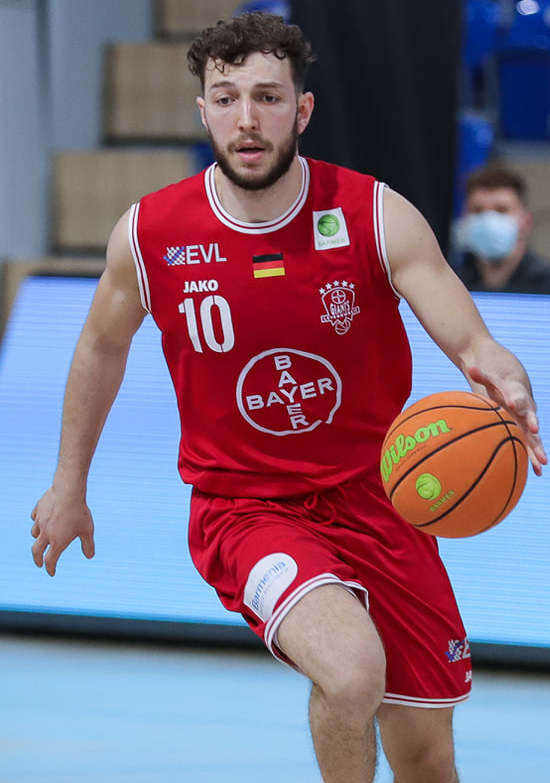
Haris Hujic (* 1997)

### Hujs
- Hujsa, Martin (* 1979), slowakischer Eishockeyspieler

### Huju
- Hujuff, Hans († 1554), Goldschmied und Mitglied der Täuferbewegung
- Hujuff, Hans († 1536), Goldschmied und Buchmaler